# John L. Kennedy
John Lauderdale Kennedy, född 27 oktober 1854 i Ayrshire, död 30 augusti 1946 i Pacific Palisades, Los Angeles, var en skotsk-amerikansk politiker (republikan). Han representerade delstaten Nebraskas andra distrikt i USA:s representanthus 1905-1907.
Kennedy flyttade 1874 till USA och bosatte sig i Illinois. Han studerade sedan vid Knox College i Galesburg, Illinois. Han avlade 1882 juristexamen vid University of Iowa i Iowa City och inledde därefter sin karriär som advokat i Omaha, Nebraska.
Kennedy utmanade sittande kongressledamoten Gilbert Hitchcock i kongressvalet 1904 och vann. Han ställde upp för omval i kongressvalet 1906 men förlorade mot företrädaren Hitchcock. Kennedy var ordförande för republikanerna i Nebraska 1911-1912. Han utmanade sedan utan framgång Hitchcock i senatsvalet 1916.
Kennedy var senare verksam som bankdirektör och han var ordförande för handelskammaren i Omaha 1924-1925. Kennedy gick i pension år 1933 och flyttade till Pacific Palisades. Han avled 1946 och gravsattes på Forest Lawn Memorial Park i Glendale, Kalifornien.